# إسبانيا في القرن 17
بدأ عهد إسبانيا هابسبورغ في بداية القرن ال 17 حتى نهاية عصرها الذهبي وبالرغم من احتفاظ إمبراطوريتها الشاسعة. واجهت إسبانيا صعوبات شديدة في أواخر القرن ال 16 بما فيها هزائم عسكرية في أوروبا مثل الأرمادا الإسبانية وسلسلة من أزمات مالية تسببت في إعلان التاج الإسباني إفلاسه أربع مرات في السنوات (1557 و 1560 و 1576 و 1596). تراجع حكم آل هابسبورغ إلى عدة عوامل مختلفة بما في ذلك طبيعة اللامركزية السياسية لإسبانيا، والضرائب غير الفعالة وتعاقب ملوك ضعاف والصراع على السلطة في البلاط الإسباني والميل إلى التركيز على المستعمرات الأميركية بدلا من الاقتصاد المحلي الإسباني ساهمت جميعها في تراجع حكم هابسبورغ لإسبانيا.
ما إن حلت نهاية القرن ال 17 إلا وحل معه نهاية حكم هابسبورغ. وبدأ القرن ال 18 بحرب الخلافة الإسبانية التي انتهت بتأسيس سلالة بوربون في إسبانيا.

## البداية: إسبانيا من 1469 حتى عهد فيليب الثاني
في 1469 تزوج الملك فرناندو الثاني من الملكة إيزابيلا الأولى فتوحد تاجي أراغون وقشتالة في وحدة واحدة، فكانت بداية الدولة الاسبانية الحديثة. على الرغم من هذا فأن كل اقليم يحتفظ بإدارة ومكون قضائي خاص به. فالوحدة لاتعني نظام موحد، وبالإضافة إلى ذلك، تم تقسيم أراغون نفسها إلى أراغون وفالنسيا و كاتالونيا - لكل مقاطعة لها مؤسساتها الخاصة والجمارك وهويتها الإقليمية. لم يكن لفرديناند وإيزابيلا إلا ابنا وحيدا لم يعش طويلا، فخلفهم حفيدهم كارلوس الأول بعد وفاة فرديناند في 1516. وبما أنه فلمنكي الولادة ولا يتحدث اللغة الإسبانية، فهو لم يندمج أبدا بالمجتمع الإسباني لأنه الإمبراطور الروماني المقدس وكان عليه أن يحكم إمبراطوريتين في آن واحد، وكان من الصعب أن يحدد الأمور في كل المجالات في الإمبراطوريتين. لذا قرر كارلوس في نهاية حياته أن يعطي الإمبراطورية الرومانية المقدسة لشقيقه الاصغر فرديناند والإمبراطورية الإسبانية لابنه فيليب الثاني.
بالرغم من أن الإمبراطورية الإسبانية كانت في أوج قوتها تحت حكم فيليب الثاني، إلا أن هناك عدد من العوامل أنذرت بانحدارها. فهناك الثورة الهولندية التي بدأت في 1568 واستمرت بقية عهد فيليب. كما أن ثورة المورسكيين التي اندلعت في الأندلس في 1570 ضد فرض فيليب اللغة والعادات الاسبانية عليهم. وكان فيليب في حالة حرب مع إنجلترا خلال السنوات ال 10 الأخيرة من حكمه. وأدت تلك الحروب وغيرها من المشاكل إلى أربع حالات إفلاس خلال حكم فيليب.

## عهد فيليب الثالث (1598-1621)

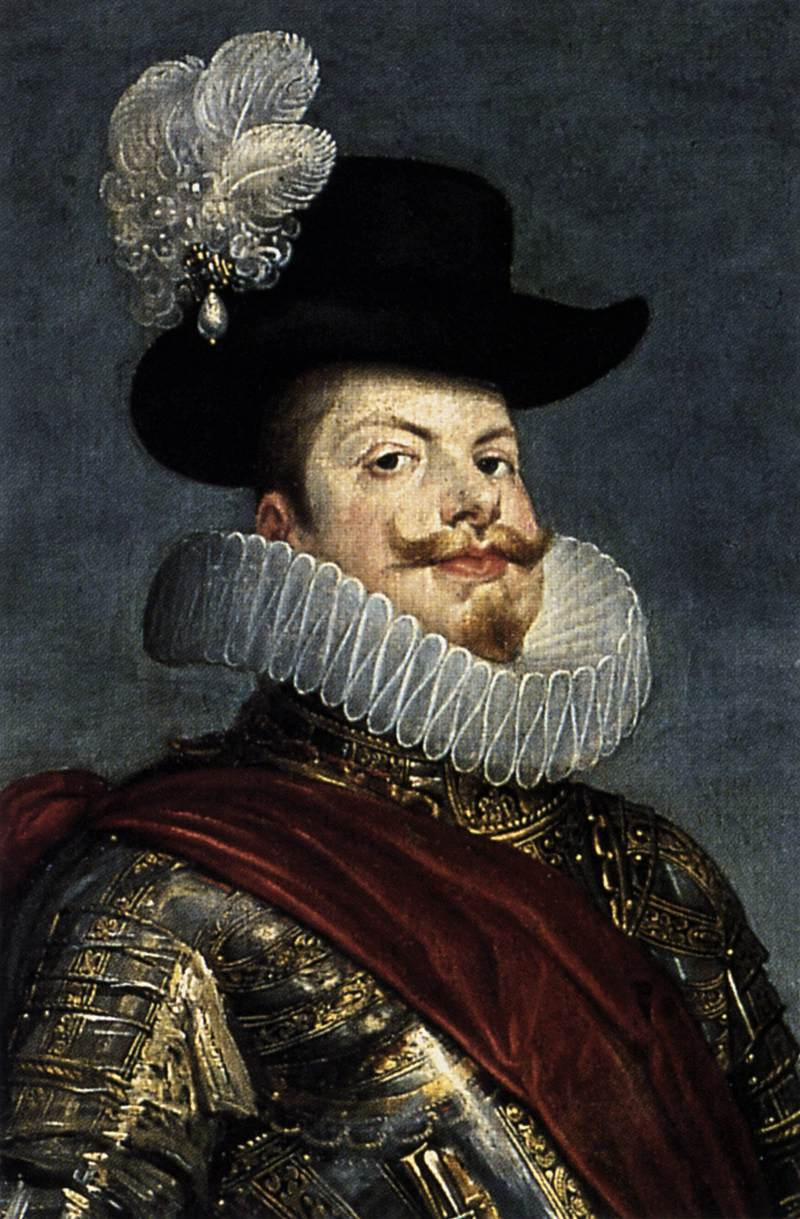
فيليب الثالث ملك إسبانيا

أضحت مؤشرات تراجع إسبانيا هابسبورغ واضحة للعيان في عهد فيليب الثالث. فقد كانت العملة الرئيسية طوال عهده تسمى ڤيلون (vellon) وهي عملة خليط النحاس وتم سكها استجابة لانخفاض واردات الفضة. ومن المفارقات أن شراء النحاس اللازم لصنع ڤيلون يكون في أمستردام مع الفضة. وقد انخفضت واردات الذهب والفضة من الأمريكيتين بمقدار النصف خلال فترة حكم فيليب. وفي سنة 1599 أي بعد سنة من تولى فيليب العرش قتل طاعون قشتالة حوالي نصف مليون شخص (1/10 من سكان إسبانيا في ذلك الوقت).

## عهد فيليب الرابع (1621-1665)

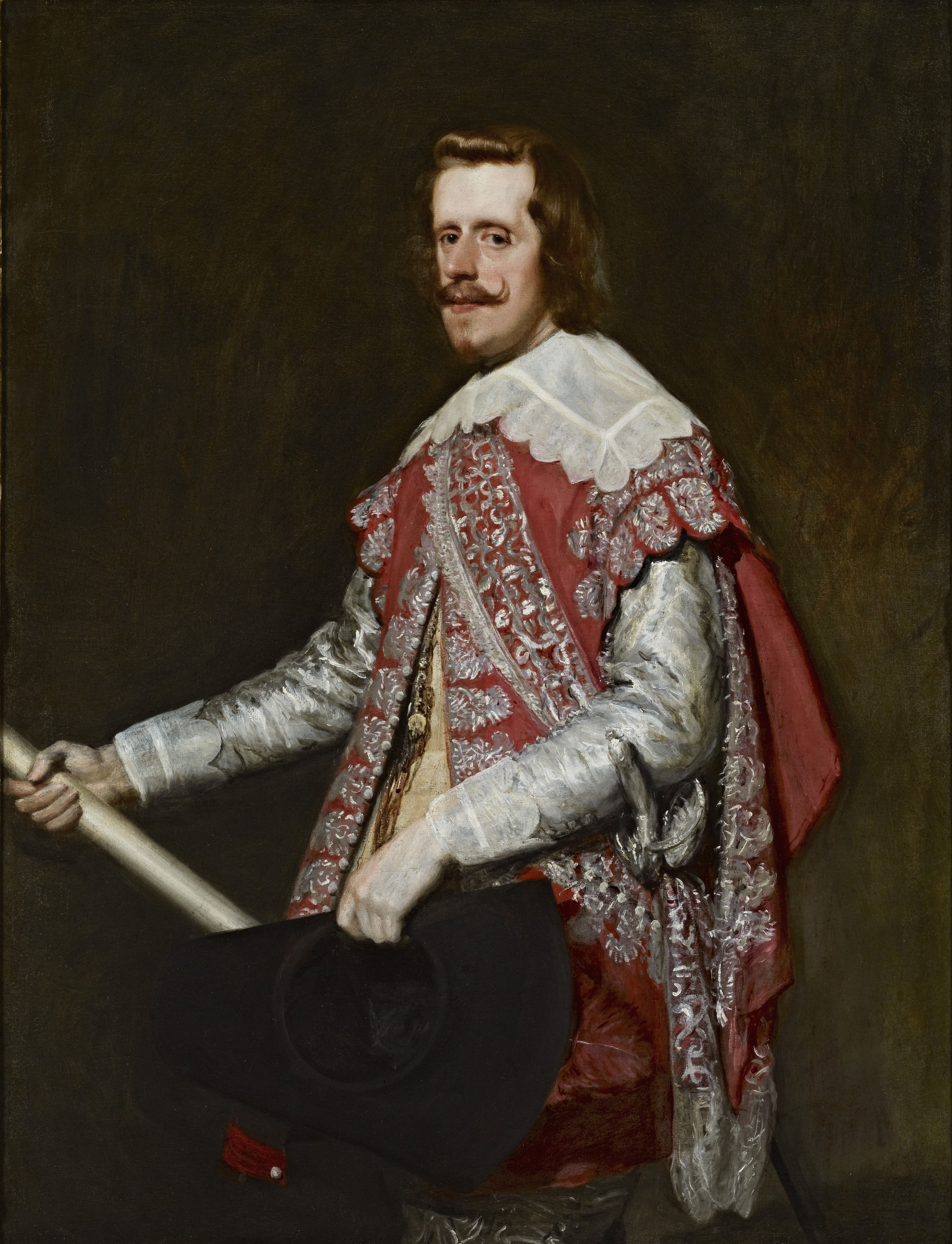
فيليب الرابع ملك إسبانيا

لم يكن فيليب الرابع مؤهلا بما يكفي لإعطاء اتجاه واضح لحاجيات أسبانيا. فالمسؤولية ألقيت على المستشار الأرستقراطي غاسبار دي غوزمان دوق اوليفاريس، والذي حاول وفشل في إنشاء إدارة مركزية كما فعلها الوزير المعاصر له الكاردينال ريشيليو في فرنسا. فثارت كاتالونيا في ردة فعل على حكم اوليفاريس المطلق وضمت عمليا إلى فرنسا. كما ثارت البرتغال في 1640 وجرت محاولة لفصل الأندلس من اسبانيا. وفي 1648 تم التوقيع على صلح وستفاليا حيث صادقت إسبانيا في التعايش مع البروتستانت الألمان، وفي 1654 اعترفت إسبانيا باستقلال شمال هولندا.

## عهد كارلوس الثاني ملك إسبانيا (1665-1700)
خلال فترة حكم كارلوس الثاني الطويلة وهو آخر سلالة هابسبورغ الإسبانية، ففيها تم هدر الخزانة الإسبانية. فقد أصاب البلاد الطاعون والمجاعة والفيضانات والجفاف ثم تجددت الحرب مع فرنسا فأضاع البلد. فجاء صلح البرانس (1659) الذي انهى خمسين عاما من الحرب مع فرنسا وملكها لويس الرابع عشر الذي وجد في استغلال ضعف إسبانيا فائدة كبيرة جدا. وكجزء من تسوية السلام فقد تزوج الاسبانية ماريا تيريزا. ولويس هو الي حرض على حرب أيلولة (1667- 68) لينال هولندا الإسبانية بدلا من مهر زوجته التي عجز الإسبان عن دفعها. وقد تورطت معظم القوى الأوروبية في نزاعات لويس في حربه كي ينال هولندا.

## المجتمع الإسباني في القرن ال 17
كان المجتمع الإسباني في القرن ال17 زمن حكم هابسبورغ الإسبان مجتمعا طبقيا. فطبقة النبلاء هم أغنى من طبقة الناس العاديين، وكان لهم شرف الإعفاء من الضرائب، بينما تدفعها الطبقات الأدنى. ويربط المجتمع الإسباني الوضع الاجتماعي بأوقات الفراغ، وبالتالي يعتبرون النبلاء العمل مهين لهم. وحتى التجار الأثرياء فقد استثمروا أموالهم في الأرض والألقاب والمصالح لتجنب العمل من أجل العيش. وهناك طريقتان لتجنب العمل، الكنيسة والتعليم. في 1620 كان هناك 100,000 اسباني يعملون في الكنيسة. أمضى العديد من الإسبان سنوات طويلة في الجامعات، واستفادوا من الزيادة في عدد الجامعات. وفي سنة 1660 كان هناك حوالي 200,000 اسباني يعملون الكنيسة التي تملك 20٪ من أراضي إسبانيا.

## الوضع الإقتصادي في اسبانيا خلال القرن ال 17
اقترح المحللون السياسيون عددا من التدابير لكبح جماح تراجع الاقتصاد الإسباني، ولكن تأثير تلك التدابير كان بسيطا في تغيير نظرة النبلاء تجاه العمل. والذي عزز من ازدراء تجارة التجزئة هو ارتباطها بالمورسكيون و(كونفرسوس أو مارانوس) وهم المسلمون واليهود الذين غيروا دينهم إلى المسيحية، فالإسبان لايثقون بهم بسبب خلفيتهم اليهودية أو المسلمة. فقد كان طرد إيزابيلا وفرديناند اليهود والمورو من إسبانيا كارثة اقتصادية على الرغم من القبول الشعبي لذلك. فقد انخفض أعداد الفلاحين في الريف وازداد المهاجرون إلى المدن بسبب الضرائب الثقيلة على الإنتاج الزراعي في المناطق الريفية. يعتقد الكثيرون أن تدفق الذهب والفضة من الأمريكتين كانت سببا في التضخم، فقد كان يدخلها خمس المعادن الثمينة. واعتبرت منطقة كاتالونيا أكثر مناطق إسبانيا ازدهارا، حيث كان للفلاحون حقوق أكثر من بقية الفلاحين في اسبانيا، إلا أن ذلك قد تغير في 1650 عندما ظهر الطاعون فيها فقوض الاقتصاد المحلي لكاتالونيا.